# Здзіслав Мархвіцький
Здзіслав Мархвіцький (пол. Zdzisław Marchwicki; 18 жовтня 1927 — 26 або 29 квітня 1977) — Польський серійний вбивця, якого стратили за вбивство 14 жінок.

## Злочин
У суді Мархвіцького визнали «вампіром із Заґленб'я»[джерело?], який діяв у цій місцевості з листопада 1964 року по березень 1970 року. Весь цей період відбувалося виснажливе та важке розслідування. Через те, що одна з жертв була племінницею Едварда Герека, слідчі були зобов'язані будь-якою ціною знайти злочинця. Потерпілим було від 16 до 57 років. В один день (15.06.1966) він скоїв два напади на жінок, один з яких закінчився смертю потерпілої.
Діяльність Вампіра почалася 7 листопада 1964 року, коли першу жертву, Анну Мичек, було вбито в Домбрувці Малій. З тих пір і до 1970 року відбувся 21 напад, приписуваний одному виконавцю, у тому числі 14 зі смертельними наслідками. Підхід зловмисника завжди був однаковий: він йшов за обраною жертвою, підбігав до неї ззаду, а потім завдавав важких тупих ударів по голові, спричинивши смерть, а потім, в окремих випадках, вчиняв з потерпілою статеві дії. Ніколи не було зґвалтування, і сперми злочинця не було знайдено. Він оголив деяких із жертв і вирізав шматок лобкового бугра в однієї з них.
У двадцяти випадках злочинець наносив удари з лівого боку. В останній атаці бив з правого боку. Крім того, в останніх двох випадках він змінив знаряддя вбивства, і рани на тілах жертв мали іншу форму.

## Арешт
У листопаді 1971 року до міліції надійшла заява від Марії Мархвіцької, в якій вона звинувачувала чоловіка у знущаннях з неї та дітей. Марія стверджувала, що її чоловік є Вампір. 6 січня 1972 року Мархвицького було заарештовано в Домброва-Гурничі. А за три дні в газетах з'явилася інформація про арешт «особи, яка підозрюється в серії жорстоких вбивств». Арешт злочинця проводив сам Єжи Груба. Існує кілька версій того, що ж сказав йому Мархвицький під час арешту. За словами Веслава Томашека, техніка з гурту «Анна», це звучало приблизно так: «Приїхали на двох „волгах“ заради однієї людини? Скільки ж вас тут — ні більше, ні менше, як самого вампіра схопили». У справі значиться така фраза: «Ну, ось, нарешті, Вампіра взяли». Майже відразу після арешту злочинця у групі «Анна» стався розкол на два табори. Тих, хто вважав Мархвицького Вампіром (до них належав і сам Єжи Груба). І тих, хто в цьому дуже сумнівався. Серед останніх були полковники Зигмунт Каліш та Стефан Токаж, а також поручик Збігнєв Гонтаж. З тієї ж причини відмовився від участі у процесі та прокурор Здислав Поланський.
Сам Мархвіцький свою провину заперечував, що, в принципі, не властиво серійним вбивцям, які люблять смакувати подробиці своїх злочинів, насолоджуючись кожною деталлю. Підозрюваний взагалі поводився дивно на допитах. Розповідав про міфічні вбивства і такі ж жертви. Міг підписати протокол, а внизу написати: «Але все це брехня». Якось він схопив протокол і спробував його з'їсти.
Тим часом розслідування вбивства Ядвіги Кутянки встановило спільників Мархвицького у цьому злочині. Ними виявилися його брати, Хенрік та Ян.

## Перебіг слідства
Досі існують сумніви щодо того, чи дійсно Марчвіцький був цим серійним убивцею, чи його засудила влада для знерухомлення населення. Слідчі, які не були на зв'язку з обвинувальним вироком і сумнівалися в його винуватості, були відсторонені від справи та переведені в інші частини Польщі.

## Інтернет-ресурси
- Zdzisław Marchwicki Польською мовою